# An Adventure in Space and Time
Az An Adventure in Space and Time egy angol tévéfilm, ami a Doctor Who indulásáról szól. A filmet 2012. augusztus 9-én jelentették be és 2013-ban mutatta be a BBC Two. A filmet Mark Gatiss írta. A film a Doctor Who indulását és körülményeit fogja elmesélni.
A tévéfilmet bemutatójakor 2,71 millióan látták.

## Szereplők
Az alábbi szereplők közül vannak ismert színészek és olyanok is, akik a sorozatban is szerepeltek:

### A sorozat szereplőinek színészei
(Zárójelben a színész szerepének a Doctor Who-beli szerepe van írva)
- David Bradley mint William Hartnell (az első Doktor)
- Jamie Glover mint William Russell (Ian Chesterton)
- Jemma Powell mint Jacqueline Hill (Barbara Wright)
- Claudia Grant mint Carole Ann Ford (Susan Foreman)
- Reece Shearsmith mint Patrick Troughton (a második Doktor)
- Sophie Holt mint Jackie Lane (Dodo Chaplet)
- Nicholas Briggs mint Peter Hawkins (Dalek, Cyberman)

### A sorozat készítőinek színészei
(Zárójelben a Doctor Who-val kapcsolatos szakmája olvasható)
- Brian Cox mint Sydney Newman (alkotó)
- Jessica Raine mint Verity Lambert (producer)
- Sacha Dhawan mint Waris Hussein (rendező)
- Sarah Winter mint Delia Derbyshire (zeneszerző)
- Jeff Rawle mint Mervyn Pinfield (producer)
- Andrew Woodall mint Rex Tucker (rendező)
- Ian Hallard mint Richard Martin (rendező)
- David Annen mint Peter Brachacki (látványtervező)
- Sam Hoare mint Douglas Camfield (rendező)
- Mark Eden mint Donald Baverstock (a BBC1 igazgatója)

### Egyéb szereplők színészei
- Lesley Manville mint Heather Hartnell
- Cara Jenkins Judith mint "Jessica" Carney
- William Russell mint Harry
- Carole Ann Ford mint Joyce
- Reece Pockney mint Alan
- Charlie Kemp mint Arthur
- Roger May mint Len
- Kit Connor mint Charlie
- Matt Smith mint önmaga
- Jean Marsh (csak cameo, nem szerepel a stáblistán)
- Anneke Wills (csak cameo, nem szerepel a stáblistán)

## Otthoni kiadás
A filmet 2013. december 2-án adták ki az Egyesült Királyságban.

## Soundtrack
2014. március 3-án fog megjelenni a Silva Screen Records által.
Számok:
1. Main Theme – An Adventure in Space and Time
2. The Right Man
3. The First Woman Producer
4. I've Got an Idea...
5. The Daleks
6. Kill Dr. Who
7. What Dimension?
8. This Is My Show
9. Autograph Hunting
10. Sydney Newman
11. Scarlett O’Hara
12. Piss & Vinegar
13. Dressing Room
14. JFK Assassinated
15. The TARDIS
16. Goodbye Susan
17. 10 Million Viewers
18. The Fans
19. I’m So Sorry Bill
20. Kiss Goodbye
21. My Successor
22. Isop Galaxy
23. Irreplaceable
24. The New Doctor
25. Time’s Up...

## Fordítás
- Ez a szócikk részben vagy egészben  az   An_Adventure_in_Space_and_Time című angol Wikipédia-szócikk fordításán alapul.  Az eredeti cikk szerkesztőit annak laptörténete sorolja fel. Ez a jelzés csupán a megfogalmazás eredetét és a szerzői jogokat jelzi, nem szolgál a cikkben szereplő információk forrásmegjelöléseként.